# Икеджа
Икеджа (англ. Ikeja) — район местного управления в штате Лагос, Нигерия. Икеджа — административный центр штата Лагос и одновременно часть городской территории г. Лагоса. До прихода к власти военного режима в начале 1980-х гг. Икеджа была хорошо спланированным, чистым и тихим городом с жилыми и торговыми постройками, такими как торговые центры, аптеки и т.д. В Икедже находится Международный аэропорт имени Мурталы Мухаммеда. В Икедже также располагаются места исполнения живой музыки: Africa Shrine Феми Кути(?) (Femi Kuti) и Motherlan' Лагбаджи(?) (Lagbaja). Кроме того, в Икедже есть кинотеатр и Икеджский(?) городской торговый центр (Ikeja City Mall) — самый большой торговый центр в континентальной части штата Лагос.

## История

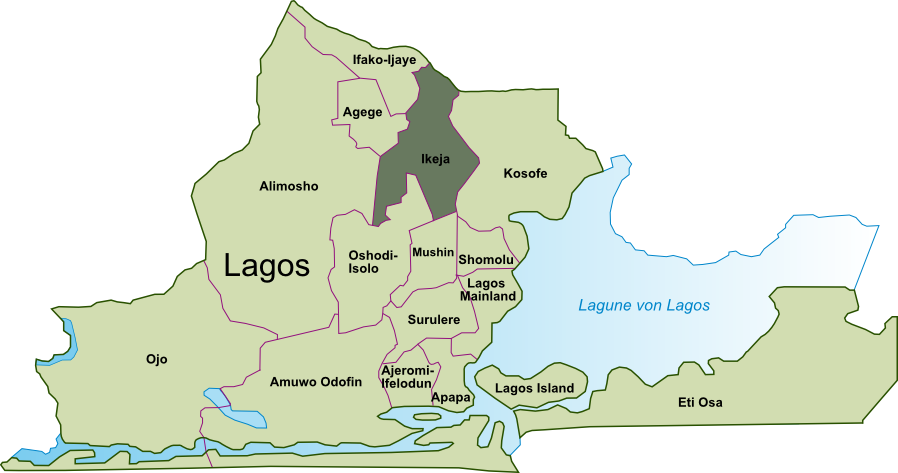
Икеджа на карте городской агломерации Большого Лагоса

Взрыв Лагосских арсенала и казарм, произошедший 27 января 2002 г., вызвал пожары. Многие из спасавшихся утонули в канале, заросшим водяным гиацинтом (распространённой водорослью-сорняком).
ИКЕДЖА — аббревиатура, означающая „Объединённое управление Икороду(?) и Эпе“ (Ikorodu and Epe Joint Administration). Она была придумана колониальными управленцами для простоты управления. Есть также версия, что она произошла от слова из Бенина(?) икедия (Ikehdia), что значит „смотровая станция (военная)“.

## Правительство и инфраструктура
Админинстрация Икеджийского района местного управления находится на территории самого Икеджийского района местного управления. Глава (мэр) Икеджийского района местного управления — Уэйл Одунлами(?) (Mr. Wale Odunlami). Во время его срока в Икедже произошло значительное развитие инфраструктуры и сферы образования.
Федеральное управление аэропортами Нигерии(?) (Federal Airports Authority of Nigeria) находится в Икедже на территории Международного аэропорта имени Мурталы Мухаммеда. В Икедже также находится штаб-квартира Бюро по расследованию происшествий(?) (Accident Investigation Bureau) нигерийского правительства. Лагосский офис Управления гражданской авиации Нигерии(?) (Nigerian Civil Aviation Authority, NCAA) располагается в Авиационном доме(?) (Aviation House) на территории аэропорта.
В число школ Икеджы входит Совмещённый мемориальный колледж Вивиана Фоулера(?) (Vivian Fowler Memorial College For Girls and Boys).

## Экономика
В Икедже расположено несколько авиалиний. Штаб-квартира авиакомпании Arik Air находится в Авиационном центре Arik Air (Arik Air Aviation Center) на территории Международного аэропорта имени Мурталы Мухаммеда в Икедже. Штаб-квартира авиакомпании Air Nigeria (в прошлом Nigerian Eagle Airlines и Virgin Nigeria Airways) находится на 9-м этаже Здания Этиебец(?) (Etiebets Place) в Икедже. Штаб-квартира авиакомпании Aero Contractors находится на территории Международного аэропорта имени Мурталы Мухаммеда. Штаб-квартира авиакомпании Overland Airways находится в Икедже. Штаб-квартиры в Икедже есть и у других авиакомпаний, среди которых: Associated Aviation и Dana Air.
Кроме того, нигерийский офис Virgin Atlantic Airways находится в „Здании“ ("The Place") в Икедже.
В прошлом штаб-квартира авиакомпании Nigeria Airways находилась в Доме авиакомпаний(?) (Airways House) в Икедже. До закрытия Afrijet Airlines её штаб-квартира находилась в здании NAHCO (NAHCO Building) на территории аэропорта. Штаб-квартира авиакомпании Bellview Airlines находилась в Bellview Plaza в Икедже. Среди других ныне закрытых авиакомпаний со штаб-квартирой в Икедже были: Sosoliso Airlines, и ADC Airlines.
Икеджийская трущоба была выбрана Ч. Дж. Обаси(?) (C.J. Obasi) в качестве места съёмок своего Нолливудского триллера Оджуджу(?) (Ojuju).
Район местного управления Икеджа делится, в свою очередь, на несколько микрорайонов.

## Компьютерный посёлок(?) (Computer Village)
В Икедже находится большой компьютерный рынок, известный в народе как Отигба (Otigba). В 1997 г. он начинался как небольшой рынок из десяти магазинов, теперь же в нём более чем 3000 магазинов. В то время как большинство торговцев занимаются ожидаемыми продажей и ремонтом компьютеров, на рынке также можно найти продавцов и мастерские по ремонту офисного оборудования и электронных устройств.
Так как у рынка нет плана, то его расширение вызывает проблемы. Некоторые местные жители недовольны расширеним рынка. Плотность трафика около него стала очень высокой, поэтому занять парковочное место почти невозможно. Электрическая инфраструктура, и без того перегруженная и ненадёжная, с появлением нового рынка стала испытывать большие перегрузки. Магазинам компьютеров и электроники требуется питание для работы с компьютерами и демонстрации своих продуктов потенциальным покупателям, и повышенная нагрузка привела к перебоям в электроснабжении.